# Нижне-Туринское водохранилище
Нижне-Туринское водохранилище, Нижне-Туринский пруд — водохранилище на реке Тура в городах Нижняя Тура и Лесной Свердловской области России. Создано как заводской пруд в 1763 году. Используется для сезонного регулирования стока и водоснабжения промышленных предприятий и населения.

## География
Плотина расположена в 936 км от устья реки Туры. На берегах водохранилища расположены города Нижняя Тура и Лесной, деревни Малая Именная и Большая Именная. Впадают реки: слева Малая Именная, Большая Именная и Каменка, справа Каменка, Крутенькая и ряд более мелких рек и ручьёв. В месте впадения притоков водохранилище образует заливы, крупнейшим из них является залив реки Большой Именной длиной около 5,5 км.

## История
Водохранилище образовано в 1763 году при строительстве Нижнетуринского чугуноплавильного и железоделательного завода. Используется для сезонного регулирования стока, водоснабжения Нижнетуринской ГРЭС, хозяйственно-бытового и промышленного водоснабжения города Нижней Туры, а также сброса сточных вод. В 1951—1954 годах произведена полная реконструкция гидроузла.

## Морфометрия
В состав гидроузла входят земляная плотина, защитная дамба по левому берегу и паводковый водосброс. Верховой откос закреплён горной массой, низовой дёрном. Длина плотины по гребню 300 м, ширина по гребню 10 м, отметка гребня 182 м, наибольшая высота 13 м, максимальный напор 10 м. Железобетонный водосброс из двух пролётов (водослив) шириной 14 метров. Пропускная способность водосброса 675 м³/с.
Нормальный подпорный уровень (НПУ) и уровень мёртвого объёма (УМО) водохранилища составляют 179,7 м и 178,9 м соответственно, форсированный подпорный уровень (ФПУ) 180,5 м. Полный и полезный объём водохранилища составляет 41,5 млн м³ и 9,5 млн м³ соответственно. Площадь водохранилища при НПУ 12,4 км². Длина водохранилища при НПУ 14,5 км, средняя ширина 0,86 км, средняя глубина 3,3 м, и максимальная 10 м.
Площадь водосбора в створе гидроузла 1720 км², по другим данным 1250 км².

## Ихтиофауна
В составе ихтиофауны достаточно большое количество видов: лещ, окунь, чебак, щука, налим, язь, золотой карась, серебряный карась, плотва, ёрш, елец, линь, карп. Нижнетуринское водохранилище используется для рекреации и любительского рыболовства.

## Состав воды
Вода водохранилища, как и всей реки Туры, сильно загрязнена и (по состоянию на 2020 год) не соответствует требованиям санитарно-эпидемиологических правил. Основными загрязняющими веществами являются соединения меди, марганца, железа, органические вещества и фенолы.

## Данные водного реестра
По данным государственного водного реестра России относится к Иртышскому бассейновому округу, водохозяйственный участок реки — Тура от истока до впадения реки Тагил, речной подбассейн реки — Тобол. Речной бассейн реки — Иртыш. Код объекта в государственном водном реестре — 14010501221299000000030.

## Галерея
- Общий вид пруда в начале XX века
- Плотина водохранилища
- Плотина водохранилища
- Река Тура ниже плотины